# Øystein Sundes beste
Øystein Sundes beste är ett samlingsalbum med Øystein Sunde, utgivet 1977 av skivbolaget Norsk Phonogram Philips.

## Låtlista
Sida 1
1. "Jaktprat" (från 1001 fnatt) – 2:27
2. "Det året det var så bratt" (från Det året det var så bratt) – 2:14
3. "Mysil fra Trysil" (från Ikke bare tyll) – 2:22
4. "Hei, Henry Ford" ("Lord, Mr. Ford" – Dick Feller, från På sangens vinger) – 2:32
5. "Klå" ("The Claw" – Jerry Reed, från Klå) – 1:46
6. "Super-SS-Rally-GT-Fastback-Hardtop-Sprint" (från 1001 fnatt) – 1:42

Sida 2
1. "Vippetangen konditori" (från På sangens vinger) – 2:36
2. "Plukke, plukke, plukke" ("Pickie, Pickie, Pickie" – Jerry Reed, från På sangens vinger) – 2:03
3. "Fire melk og Dagbla' for i går" (från 1001 fnatt) – 1:23
4. "Sjømannen og vannsenga" (från Ikke bare tyll) – 2:18
5. "To igjen" (från Det året det var så bratt) – 1:59
6. "Regle om reklame" (från Det året det var så bratt) – 2:40

- Alla låtar skrivna av Øystein Sunde där inget annat anges.
- Norska texter: Øystein Sunde